# Área de baixa pressão

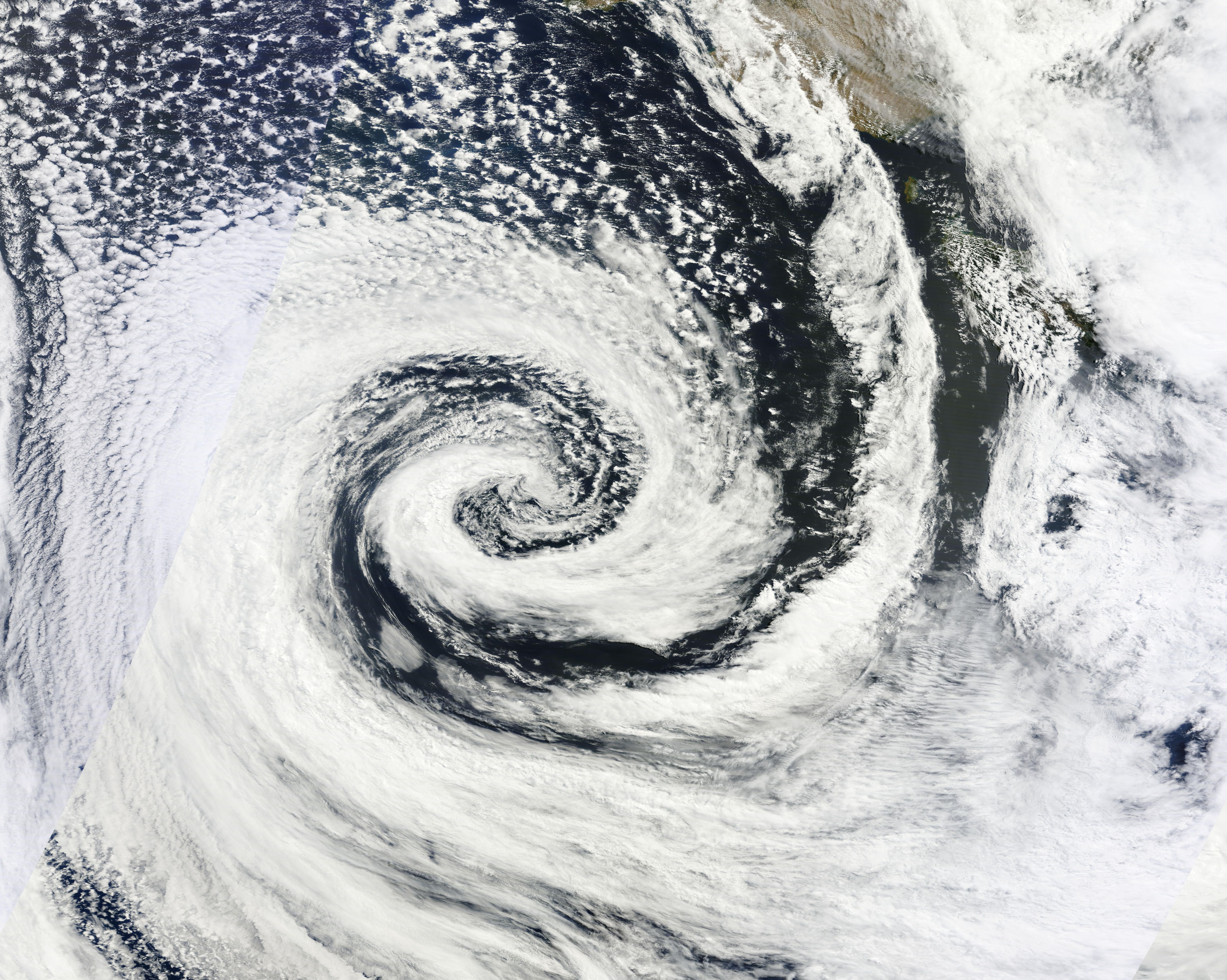
Uma área de baixa pressão girando no sentido horário ou ciclone do sul da Austrália. O centro do sistema de nuvens em forma de espiral também é o centro de uma alta e geralmente é onde a pressão é mais baixa.

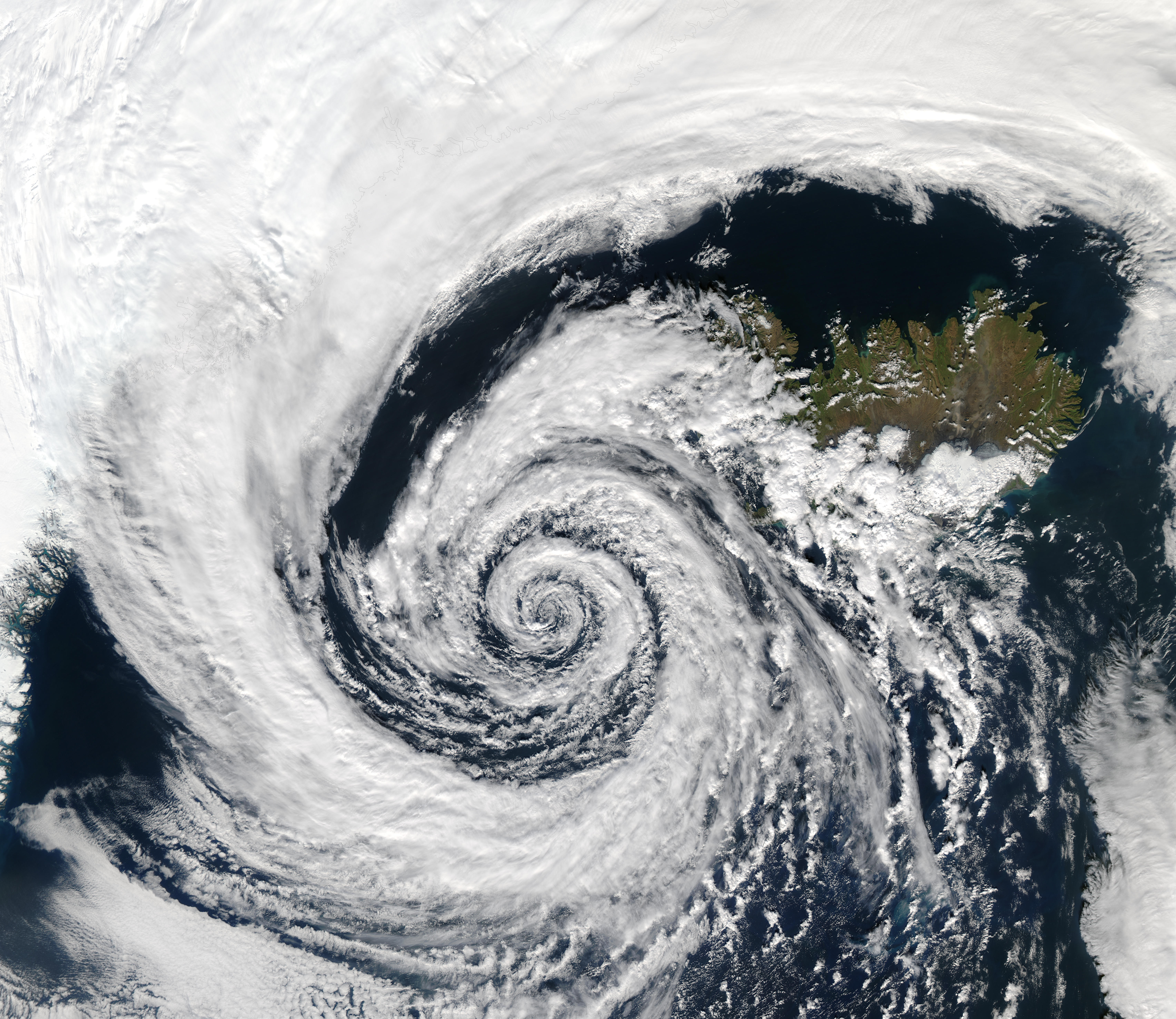
Este sistema de baixa pressão sobre a Islândia gira no sentido anti-horário devido ao equilíbrio entre a força do gradiente de pressão de Coriolis.

Em meteorologia, uma área de baixa pressão, área baixa ou baixa é uma região onde a pressão atmosférica é menor do que a das localidades vizinhas. Os sistemas de baixa pressão se formam sob áreas de divergência do vento que ocorrem nos níveis superiores da atmosfera. O processo de formação de uma área de baixa pressão é conhecido como ciclogênese. No campo da meteorologia, a divergência atmosférica no alto ocorre em duas áreas. A primeira área está no lado leste dos vales superiores, que formam a metade de uma onda de Rossby dentro dos ventos do oeste (uma crista com grande comprimento de onda que se estende pela troposfera). Uma segunda área de divergência do vento no alto ocorre à frente dos cristas de ondas curtas embutidas, que são de comprimento de onda menor. Ventos divergentes no alto à frente dessas depressões causam elevação atmosférica na troposfera abaixo, o que reduz as pressões na superfície, pois o movimento ascendente neutraliza parcialmente a força da gravidade.
Uma área de baixa pressão é comumente associada a clima inclemente, enquanto uma área de alta pressão está associada a ventos fracos e céu limpo.
As baixas térmicas formam-se devido ao aquecimento localizado causado pela maior insolação sobre desertos e outras massas de terra. Como as áreas localizadas de ar quente são menos densas do que seus arredores, esse ar mais quente sobe, o que diminui a pressão atmosférica perto daquela parte da superfície da Terra. Baixas térmicas em grande escala nos continentes ajudam a impulsionar as circulações das monções. As áreas de baixa pressão também podem se formar devido à atividade organizada da tempestade sobre a água quente. Quando isso ocorre nos trópicos em conjunto com a Zona de convergência intertropical, é conhecido como Cavado de monção. Os cavados das monções atingem a sua extensão ao norte em agosto e a sua extensão ao sul em fevereiro. Quando uma baixa convectiva adquire uma circulação bem quente nos trópicos, é denominado ciclone tropical. Os ciclones tropicais podem se formar durante qualquer mês do ano globalmente, mas podem ocorrer no hemisfério norte ou sul durante dezembro.
A elevação atmosférica também geralmente produz cobertura de nuvens por meio do resfriamento adiabático, uma vez que o ar se torna saturado à medida que sobe, embora a área de baixa pressão normalmente traga céus nublados, que agem para minimizar os extremos diurnos de temperatura. Como as nuvens refletem a luz do sol, a irradiação solar de ondas curtas que chega diminui, o que causa temperaturas mais baixas durante o dia. À noite, o efeito de absorção das nuvens na radiação de onda longa que sai, como a energia térmica da superfície, permite baixas temperaturas diurnas mais quentes em todas as estações. Quanto mais forte for a área de baixa pressão, mais fortes serão os ventos experimentados nas proximidades. Globalmente, os sistemas de baixa pressão estão mais frequentemente localizados no planalto tibetano e a sotavento das montanhas rochosas. Na Europa (particularmente nas Ilhas Britânicas e na Holanda), os sistemas climáticos recorrentes de baixa pressão são normalmente conhecidos como "níveis baixos".

## Formação
A ciclogênese é o desenvolvimento e fortalecimento das circulações ciclônicas, ou áreas de baixa pressão, na atmosfera. A ciclogênese é o oposto da cyclolysis, e possui um anticiclônico (sistema de alta pressão) equivalente que trata da formação de áreas de alta pressão - a anticiclogênese. Ciclogênese é um termo genérico para vários processos diferentes, os quais resultam no desenvolvimento de algum tipo de ciclone. Os meteorologistas usam o termo "ciclone" onde sistemas de pressão circular fluem na direção da rotação da Terra, que normalmente coincide com áreas de baixa pressão. Os maiores sistemas de baixa pressão são ciclones polares de núcleo frio e ciclones extratropicais que estão na escala sinótica. Ciclones de núcleo quente, como ciclones tropicais, mesociclones e baixas polares encontram-se dentro da mesoescala menor. Os ciclones subtropicais são de tamanho médio. A ciclogênese pode ocorrer em várias escalas, desde a microescala até a escala sinótica. Os vales em escala maior, também chamados de ondas de Rossby, são sinóticos em escala. Os cavados de ondas curtas embutidas no fluxo em torno dos cavados de maior escala são menores em escala ou mesoescala na natureza. Tanto as ondas de Rossby quanto as ondas curtas embutidas no fluxo ao redor das ondas de Rossby migram para o equador dos ciclones polares localizados nos hemisférios norte e sul. Todos compartilham um aspecto importante, o do movimento vertical ascendente dentro da troposfera. Esses movimentos ascendentes diminuem a massa das colunas atmosféricas locais de ar, o que diminui a pressão superficial.
Ciclones extratropicais se formam como ondas ao longo das frentes meteorológicas devido à passagem de ondas curtas no alto ou jato de nível superior  antes de ocluir posteriormente em seu ciclo de vida como ciclones de núcleo frio. Baixas polares são sistemas de baixa pressão atmosférica de curta duração e pequena escala que ocorrem nas áreas oceânicas em direção aos pólos da frente polar principal nos hemisférios norte e sul. Eles são parte de uma classe maior de sistemas climáticos de mesoescala. Baixas polares podem ser difíceis de detectar usando relatórios meteorológicos convencionais e são um perigo para operações em alta latitude, como transporte e plataformas de gás e petróleo. Eles são sistemas vigorosos que têm ventos próximos à superfície de pelo menos 17 m/s (38 mph).

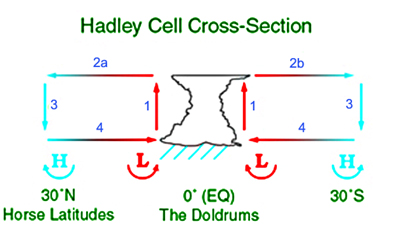
Esta representação da célula de Hadley mostra o processo que sustenta áreas de baixa pressão. Ventos divergentes no alto permitem menor pressão e convergência na superfície da Terra, o que leva ao movimento ascendente.

Os ciclones tropicais formam-se devido ao calor latente impulsionado pela atividade significativa de tempestades e são de núcleo quente com circulações bem definidas. Certos critérios precisam ser cumpridos para a sua formação. Na maioria das situações, temperaturas da água de pelo menos 26.5 °C (79.7 °F) são necessários até uma profundidade de pelo menos 50 m (160 ft); águas com essa temperatura tornam a atmosfera superficial instável o suficiente para sustentar convecção e tempestades. Outro fator é o arrefecimento rápido com altura, que permite a liberação do calor de condensação que alimenta um ciclone tropical.  É necessária alta humidade, especialmente na troposfera inferior a média; quando há muita umidade na atmosfera, as condições são mais favoráveis para o desenvolvimento de distúrbios.  São necessárias baixas quantidades de cisalhamento do vento, já que o cisalhamento alto atrapalha a circulação da tempestade. Por último, um ciclone tropical formativo precisa de um sistema preexistente de clima perturbado, embora sem uma circulação não ocorra nenhum desenvolvimento ciclônico. Os mesociclones se formam como ciclones de núcleo quente sobre a terra e podem levar à formação de tornados. As trombas d'água também podem se formar a partir de mesociclones, mas desenvolvem-se mais frequentemente em ambientes de alta instabilidade e baixo cisalhamento vertical do vento.
Nos desertos, a falta de humidade do solo e das plantas que normalmente forneceria o arrefecimento evaporativo pode levar a um aquecimento solar intenso e rápido das camadas inferiores de ar. O ar quente é menos denso do que o ar frio circundante. Isso, combinado com o aumento do ar quente, resulta em uma área de baixa pressão chamada baixa térmica. As circulações das monções são causadas por baixas térmicas que se formam em grandes áreas de terra e a sua força é impulsionada pela forma como a terra aquece mais rapidamente do que o oceano próximo. Isso gera um vento constante soprando em direção à terra, trazendo o ar húmido próximo à superfície sobre os oceanos. Chuvas semelhantes são causadas pelo ar húmido do oceano sendo levantado pelas montanhas, aquecimento da superfície, convergência na superfície, divergência no alto, ou de vazões produzidas por tempestades na superfície. No entanto, o levantamento ocorre, o ar arrefece devido à expansão na pressão mais baixa, que por sua vez produz condensação. No inverno, a terra arrefece rapidamente, mas o oceano mantém o calor por mais tempo devido ao seu calor específico mais alto. O ar quente sobe sobre o oceano, criando uma área de baixa pressão e uma brisa da terra ao oceano, enquanto uma grande área de secagem de alta pressão se forma sobre a terra, aumentada pelo arrefecimento do inverno. As monções assemelham-se às brisas marítimas e terrestres, termos geralmente referindo-se ao ciclo diurno (diário) de circulação localizado perto das linhas costeiras, mas são muito maiores em escala - também mais fortes e sazonais.

## Climatologia

### Latitudes médias e subtropicais

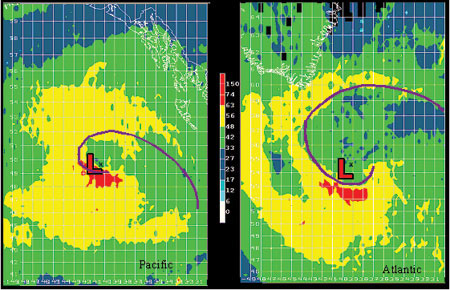
Imagem QuikSCAT de ciclones extratropicais típicos sobre o oceano. Observe os ventos máximos no lado polo da frente obstruída.

Grandes ciclones polares ajudam a determinar o direcionamento dos sistemas que se movem pelas latitudes médias, ao sul do Ártico e ao norte da Antártica. A oscilação do Ártico fornece um índice usado para medir a magnitude desse efeito no Hemisfério Norte. Ciclones extratropicais tendem a se formar a leste de posições de valas climatológicas no alto, perto da costa leste dos continentes, ou lado oeste dos oceanos. Um estudo de ciclones extratropicais no hemisfério sul mostra que entre os paralelos 30 e 70 há uma média de 37 ciclones existentes durante qualquer período de 6 horas. Um estudo separado no hemisfério norte sugere que aproximadamente 234 ciclones extratropicais significativos se formam a cada inverno. Na Europa, particularmente no Reino Unido e nos Países Baixos, os sistemas meteorológicos extratropicais recorrentes de baixa pressão são normalmente conhecidos como depressões. Estes tendem a trazer clima húmido ao longo do ano. Baixas térmicas também ocorrem durante o verão em áreas continentais em todas as regiões subtropicais - como o deserto de Sonora, o planalto Mexicano, o Saara, a América do Sul e o sudeste da Ásia. Os pontos baixos são mais comumente localizados no planalto tibetano e a sotavento das montanhas Rocky.

### Cavado da monção

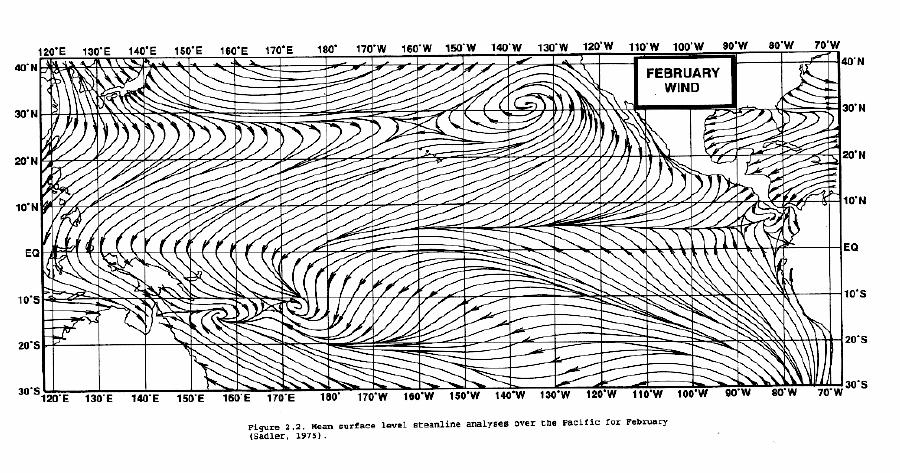
Posição de fevereiro do ITCZ e do vale das monções no Oceano Pacífico, representado pela área de linhas de corrente convergentes ao largo da costa da Austrália e no Pacífico oriental equatorial.

Áreas alongadas de baixa pressão se formam no vale da monção ou na zona de convergência intertropical como parte da circulação das células de Hadley. O cavado das monções no Pacífico ocidental atinge o seu zênite em latitude durante o final do verão, quando a crista da superfície invernal no hemisfério oposto é mais forte. Pode chegar até o paralelo 40 N no Leste Asiático durante agosto e o paralelo 20 S na Austrália em fevereiro. A sua progressão na direção dos pólos é acelerada pelo início das monções de verão, que é caracterizada pelo desenvolvimento de pressão atmosférica mais baixa sobre a parte mais quente dos vários continentes. As baixas térmicas em grande escala sobre os continentes ajudam a criar gradientes de pressão que impulsionam a circulação das monções. No hemisfério sul, o cavado das monções associado às monções australianas atinge a sua latitude mais ao sul em fevereiro, orientado ao longo de um eixo oeste-noroeste / leste-sudeste. Muitas das florestas tropicais do mundo estão associadas a esses sistemas climatológicos de baixa pressão.

### Ciclone tropical

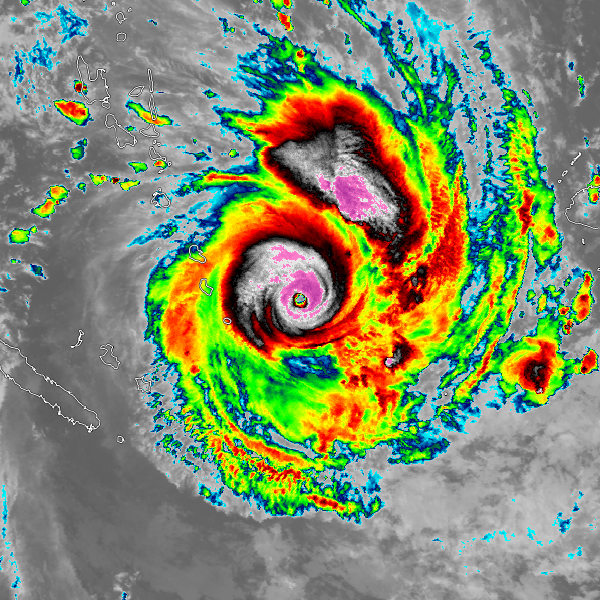
Imagem infravermelha de um poderoso ciclone do hemisfério sul, Winston, perto de seu pico de intensidade inicial.

Os ciclones tropicais geralmente precisam formar a mais de 555 km (345 mi) ou afastados do 5º paralelo norte e 5º paralelo sul, permitindo que o efeito Coriolis desvie os ventos que sopram em direção ao centro de baixa pressão e criam uma circulação. Em todo o mundo, a atividade de ciclones tropicais atinge o pico no final do verão, quando a diferença entre as temperaturas no alto e as temperaturas da superfície do mar é maior. No entanto, cada bacia em particular tem os seus próprios padrões sazonais. Em uma escala mundial, maio é o mês menos ativo, enquanto setembro é o mês mais ativo. Novembro é o único mês em que a atividade em todas as bacias de ciclones tropicais é possível. Quase um terço dos ciclones tropicais do mundo se formam no oeste do Oceano Pacífico, tornando-o a bacia de ciclones tropicais mais ativa da Terra.

## Clima associado

Representação esquemática do fluxo (representado em preto) em torno de uma área de baixa pressão no hemisfério norte. A força do gradiente de pressão é representada por setas azuis, a aceleração de Coriolis (sempre perpendicular à velocidade) por setas vermelhas.

O vento é inicialmente acelerado de áreas de alta pressão para áreas de baixa pressão. Isso se deve às diferenças de densidade (ou temperatura e húmidade) entre duas massas de ar. Como os sistemas de alta pressão mais fortes contêm ar mais frio ou mais seco, a massa de ar é mais densa e flui em direção a áreas quentes ou húmidas, que estão nas proximidades de áreas de baixa pressão antes de suas frentes frias associadas. Quanto mais forte a diferença de pressão, ou gradiente de pressão, entre um sistema de alta pressão e um sistema de baixa pressão, mais forte é o vento. Assim, áreas mais fortes de baixa pressão estão associadas a ventos mais fortes.
A força de Coriolis causada pela rotação da Terra é o que dá aos ventos em torno de áreas de baixa pressão (como em furacões, ciclones e tufões ) a sua circulação no sentido anti-horário no hemisfério norte (conforme o vento se move para dentro e é desviado para a direita do centro de alta pressão) e circulação no sentido horário no hemisfério sul (conforme o vento se move para dentro e é desviado para a esquerda do centro de alta pressão). Um ciclone tropical difere de um furacão ou tufão com base apenas na localização geográfica. Observe que um ciclone tropical é fundamentalmente diferente de um ciclone de latitude média. Um furacão é uma tempestade que ocorre no Oceano Atlântico e no nordeste do Oceano Pacífico, um tufão ocorre no noroeste do Oceano Pacífico e um ciclone tropical ocorre no Pacífico sul ou Oceano Índico. O atrito com a terra diminui a velocidade do vento que flui para os sistemas de baixa pressão e faz com que o vento flua mais para dentro, ou flua mais envelhecidamente, em direção a seus centros. Os tornados são frequentemente muito pequenos e de duração muito curta para serem influenciados pela força de Coriolis, mas podem ser influenciados quando surgem de um sistema de baixa pressão.